# Haus Massen
Das Haus Massen lag in Massen in Nordrhein-Westfalen. Es gehörte als Rittergut ebenso wie die Bauerschaft Obermassen (superius Massen) zur Grafschaft Limburg. 1321 wurde Haus Massen eines der Stammhäuser der Familie von Rodenberg (später von Romberg), welche auch die Bauerschaft Niedermassen (nederen Massen) erwarben.

## Beschreibung
Haus Massen lag in Massen in der Nähe des Hofes Karlstraße 25 am Massener Bach.

## Geschichte
Am 10. April 1186 verkaufte Ritter Heinrich der Schwarze von Arnsberg dem Kloster Wedinghausen (Wedinchusen) seinen Hof zu Massen. Im Nisingtal in Obermassen wohnte Nising-Schulte, welcher um 1217 (?) eine Erbpacht an das Haus Massen zahlen musste. Im Güter-Verzeichnis des Grafen Ludwig von Arnsberg von 1281 bis 1313 findet man: Johann von der Ruhr besaß das Haus Kotinchus bei Obermassen.
Kleine Güter und Rechte an Höfen und Einnahmen besaß das Grafenhaus Limburg in Dortmund und bei Unna. 1308 ließ Ritter Randolf Hake dem Grafen Dietrich III. von Limburg das Eigentumsrecht an 25 Scheffelsaat Ackerlandes auf dem Felde zu Lerche auf und erhielt dafür von diesem Land von derselben Größe auf dem Feld zu Obermassen.
1309 Dietrich III. von Limburg nahm vom Knappen Georg von Witten die Höfe Bunynchuys, Herckynckhuys und Herckynckmole in Niedermassen. 1321 belehnte Dietrich III. von Limburg den Dietrich von Rodenberg (1295–1339), Herr zu Aplerbeck, mit 37 Morgen zwischen Unna und Massen und dem Haus Massen.
Die Besitzer des Hauses waren Gerichtsherren über Obermassen bis an den Hillering (Straße in Unna). Zum Haus gehörten auch zwei Mühlen, die Rodenberger (Romberger) Mühle und die Niesingsmühle. 1373 erschien Diedrich von Volmestein, Ritter und sein Sohn Diedrich in einer Urkunde (Archiv Massen).
1399 war Goswin VI. von Rodenberg zu Massen Drost zu Lünen und Hörde. 1406 siegelte Heinrich von Rodenberg zu Massen mit dem Volmestein-Wappen.
1480 teilte Bernhard von Rodenberg Massen mit seinem Bruder Johann. Er behielt Obermassen mit dem Haus und Johann bekam Niedermassen. Die Familie nannte sich nun von Romberg.
Im Schatzbuch der Grafschaft Mark, einer ersten Grundsteuerliste, wurden 1486 die Höfe und Namen der Bauern in Ober- und Niedermassen aufgeführt. Bernhard von Romberg zu Massen starb 1541 bei Neuß im Zuge des Herzogs Wilhelm von Kleve gegen den Kaiser. Auch nach dem Tode Bernhards blieb das Haus zu Obermassen im Kirchenspiel Wickede der Wohnsitz seiner Familie. 1559 kam es zum Vergleich zwischen den Brüdern Conrad und Jürgen (Georg) von Romberg über die Häuser Massen und Brünninghausen.
Um 1560 fand die Teilung des Erbes des verstorbenen Bernhard von Romberg statt. Während der älteste Sohn Georg das Haus zu Obermassen behielt, bekam Conrad das Erbe zu Haus Brünninghausen mit den dazu gehörigen Gütern.
1569 erschien Georg von Romberg zu Massen beim Herzog Wilhelm zu Kleve, den er auf die Kaiserwahl nach Frankfurt begleitete.
1585 gewann Georg von Romberg zu Massen auf der Jülich’schen Hochzeit Turnierpreise im Ringrennen gegen den Markgrafen Jacob von Baden. Er hatte sich dort als Mantenator beim Ringstechen, beim Quintanrennen und beim Balienrennen beteiligt und erhielt beim Quintanrennen den 3. Preis, beim Balienturnier den 1. Dank.
1588 erhielt Georg von Romberg zu Massen Bennemanns Hof zu Obermassen.
1596-1606 gab es Verpfändungen mehrerer Massener Güter an Konrad von Boenen zu Berge.
1761 wurde Massen während des Siebenjährigen Krieges zwei Tage lang von den Franzosen besetzt.
Um die Schulden des Hauses Massen zu vermindern, verkaufte der Generalleutnant Johann Friedrich Wilhelm Moritz Freiherr von Romberg zu Brünninghausen am 25. Dezember 1764 einige Liegenschaften.
1765 erwarb Goswin Friedrich Freiherr von Romberg, Erbherr zu Massen und Husen Massener Linie im Mannesstamme. Von ihr haben sich die Linien Brünninghausen, Berchem, Edelburg, Buldern und Iserlohn abgezweigt.
Das Haus Massen erbte seine Schwester Josina Engel Christina von Romberg (1734–1803), welche den Wilhelm Gisbert von Frydag zu Buddenberg geheiratet hatte. Durch die Heirat ihrer Enkelin Hedwig Freiin von Frydag (1845–1912) mit dem Hans Otto Freiherr von Rüxleben, gelangt das Haus Massen in den Besitz derer von Rüxleben, welche das Gut nach 1930 parzelliert und verkauft haben.